# Gonystylaceae
Gonystylaceae is een botanische naam, voor een familie van tweezaadlobbige planten. Een familie onder deze naam wordt zo af en toe erkend door systemen voor plantentaxonomie, maar niet door het APG-systeem (1998) en het APG II-systeem (2003): deze plaatsen de betreffende planten in de familie Thymelaeaceae.
Indien erkend zal het gaan om een kleine familie van enkele tientallen soorten, die voorkomen in Zuidoost-Azië.